# TCL1B
TCL1B (англ. T-cell leukemia/lymphoma 1B) – білок, який кодується однойменним геном, розташованим у людей на короткому плечі 14-ї хромосоми. Довжина поліпептидного ланцюга білка становить 128 амінокислот, а молекулярна маса — 14 846.
| 10         |  | 20         |  | 30         |  | 40         |  | 50         |
| ---------- |  | ---------- |  | ---------- |  | ---------- |  | ---------- |
| MASEASVRLG |  | VPPGRLWIQR |  | PGIYEDEEGR |  | TWVTVVVRFN |  | PSRREWARAS |
| QGSRYEPSIT |  | VHLWQMAVHT |  | RELLSSGQMP |  | FSQLPAVWQL |  | YPGRKYRAAD |
| SSFWEIADHG |  | QIDSMEQLVL |  | TYQPERKD   |  |            |  |            |

A: Аланін

D: Аспарагінова кислота

E: Глутамінова кислота

F: Фенілаланін

G: Гліцин

H: Гістидин

I: Ізолейцин

K: Лізин

L: Лейцин

M: Метіонін

N: Аспарагін

P: Пролін

Q: Глутамін

R: Аргінін

S: Серин

T: Треонін

V: Валін

W: Триптофан